# Rêve blanc
Pour plus de détails, voir Fiche technique et Distribution.
Rêve blanc (titre français : Der weiße Traum) est un film allemand réalisé par Géza von Cziffra sorti en 1943.

## Synopsis
En raison d'une confusion, la jeune talentueuse patineuse artistique Liesl obtient accidentellement un rôle dans une nouvelle revue du Palast-Theater. Cependant, ce rôle était en réalité destiné à Lu Panther, la petite amie sans talent du propriétaire du théâtre Wildner.
Après diverses mésaventures, Wildner fait fermer le théâtre avant la première. Mais le responsable de l'équipement, Ernst Eder, déplace rapidement le spectacle à la patinoire de l'oncle de Liesl. La revue sur glace commence avec le Prater de Vienne comme fond et la mélodie Kauf Dir einen bunten Luftballon. Dans le cadre d'une image de conte de fées respective, l'Espagne sera célébrée avec la chanson Komm in das Land meiner Sehnsucht, komm nach Spanien, la Hongrie avec la chanson Spiel auf deiner Fiedel et une discothèque avec un orchestre de jazz avec le titre Ja, der Rhythmus. Le spectacle est un énorme succès et, bien sûr, Ernst et Liesl se réunissent également.

## Fiche technique
- Titre français : Rêve blanc
- Titre original : Der weiße Traum
- Réalisation : Géza von Cziffra
- Scénario : Géza von Cziffra
- Musique : Anton Profes
- Direction artistique : Eduard Stolba (de)
- Costumes : Albert Bei
- Photographie : Hans Schneeberger, Sepp Ketterer (de)
- Son : Willy Radde
- Montage : Arnfried Heyne
- Production : Erich von Neusser
- Société de production : Wien-Film
- Pays d'origine :  Reich allemand
- Langue : allemand
- Format : Noir et blanc - 1,37:1 - Mono - 35 mm
- Genre : Musical
- Durée : 93 minutes
- Dates de sortie :
  -  Reich allemand : 5 octobre 1943.
  -  Pays-Bas : 11 février 1944.
  -  Suède : 11 février 1944.
  -  France : 17 mars 1944[1].
  -  Finlande : 14 mai 1944.
  -  Danemark : 6 novembre 1944.
  -  Portugal : 19 décembre 1945.
  -  Union soviétique : 3 septembre 1949.

## Distribution
- Olly Holzmann (de) : Liesl Strolz
- Wolf Albach-Retty : Ernst Eder
- Oskar Sima : Josef Wildner
- Lotte Lang (de) : Lu Panther
- Hans Olden (de) : le directeur Schmoller
- Georg Lorenz : Franz, le secrétaire de direction
- Hans Schott-Schöbinger : Theo Berg, le metteur en scène
- Petra Trautmann : Gertie Kramer, actrice
- Fritz Imhoff : Herr Bertram, acteur
- Hans Kern : Bächlein, acteur
- Josef Menschik (de) : Kugler, le régisseur
- Rudolf Carl : Toni, la femme à tout faire
- Richard Eybner : Scherzinger, le professeur de chant
- Theodor Danegger (de) : Onkel, maître Strolz
- Karl Schäfer : Le partenaire de Liesl sur la glace
- Elfriede Datzig : une patineuse sur glace
- Polly Koss (de) : Mme Wulitsch

## Production
Le tournage commence à Vienne à la mi-février 1943, les enregistrements de la revue sur glace ont lieu sur la patinoire artificielle Engelmann à Vienne-Hernals (Syringgasse 6-14) et la chorégraphie est réalisée par Hedy Pfundmayr (de). Comme il n'y a pas de revue sur glace à cette époque, les filles sont recrutées dans les patinoires de Vienne et entraînées pendant des semaines par le patineur artistique Willy Petter (de), qui n'est officiellement pas autorisé à travailler, car il y a des accusations selon lesquelles il n'est pas purement aryen, la Gestapo est présente sur le tournage. Le film n'est pas un film de propagande, c'est pourquoi Karl Hartl doit traiter pendant une période plus longue avec les autorités, ne serait-ce que pour obtenir l'autorisation de filmer. Theodor Danegger, qui joue un rôle principal, n'est pas mentionné dans le générique d'ouverture, car il fut arrêté à la fin du tournage pour violation du paragraphe 175. Les scènes filmées avec lui furent supprimées de la version finale originale.
Le film est l'une des plus grandes productions avec six millions de Reichmarks et l'un des plus grands succès du Troisième Reich. Selon le réalisateur, il rapporta 35 millions de marks à la fin de la guerre et devenait le plus grand succès d'audience et financier de l'histoire du cinéma en noir et blanc.
Géza von Cziffra fera un remake, Rêve de jeune fille, film germano-autrichien, sorti en 1961.